# Domenico Tardini

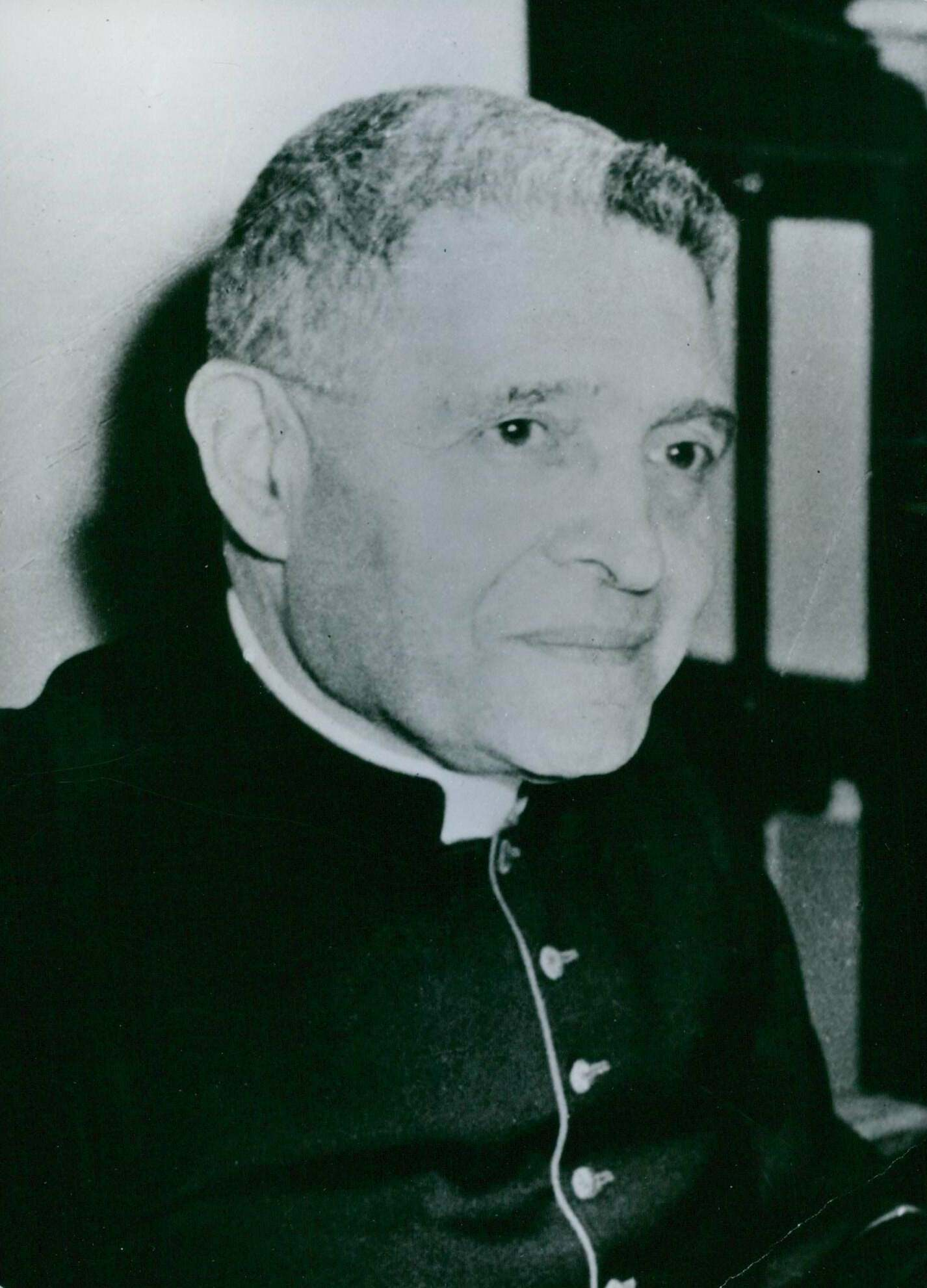
Prälat Domenico Tardini als Pro-Staatssekretär (vor 1959)

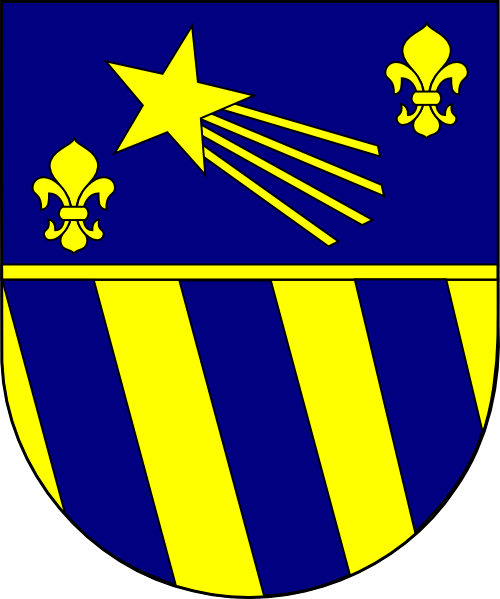
Wappenschild des Kardinalswappens (ab 1958)

Domenico Kardinal Tardini (* 29. Februar 1888 in Rom; † 30. Juli 1961 ebenda) war ein Kurienkardinal der römisch-katholischen Kirche.

## Leben
Domenico Tardini erhielt seine theologische und philosophische Ausbildung im Päpstlichen Römischen Priesterseminar von Rom und empfing am 20. September 1912 das Sakrament der Priesterweihe. Anschließend wirkte er in Rom in der Priesterausbildung. 1921 trat er in die Dienste des Vatikans und arbeitete dort in der Abteilung für Außerordentliche Kirchliche Angelegenheiten. Von 1923 bis 1929 versah er die Aufgabe des kirchlichen Assistenten der Katholischen Jugendorganisationen Italiens (Azione Cattolica). 1929 ernannte ihn Papst Pius XI. zum Untersekretär, 1937 zum Sekretär der Kurialabteilung für Außerordentliche Kirchliche Angelegenheiten. Am 2. Juli 1937 verlieh ihm Pius XI. zudem den Ehrentitel Apostolischer Protonotar. Ab 1935 arbeitete Domenico Tardini zusätzlich für das Staatssekretariat des Heiligen Stuhls. Papst Pius XII. ernannte ihn 1952 neben Giovanni Battista Montini als Pro-Staatssekretär für ordentliche Angelegenheiten zum Pro-Staatssekretär für außerordentliche kirchliche Angelegenheiten und wollte ihn 1953 in das Kardinalskollegium aufnehmen, was Domenico Tardini aus Bescheidenheit ablehnte.
Papst Johannes XXIII. ernannte ihn am 17. November 1958 zum Kardinalstaatssekretär und zugleich zum Erzpriester der Vatikanischen Patriarchalbasilika St. Peter, zum Präfekten der Kongregation für Außerordentliche kirchliche Angelegenheiten und zum Präfekten der Kongregation für die Bauhütte von St. Peter.
Am 14. Dezember desselben Jahres ernannte ihn Johannes XXIII. zum Titularerzbischof von Laodicea in Syria, nahm ihn einen Tag darauf als Kardinaldiakon mit der Titeldiakonie Sant’Apollinare alle Terme Neroniane-Alessandrine in das Kardinalskollegium auf und spendete ihm am 27. Dezember desselben Jahres die Bischofsweihe; Mitkonsekratoren waren Girolamo Bartolomeo Bortignon, Bischof von Padua, und Gioacchino Muccin, Bischof von Feltre und Belluno.
Am Pfingstsonntag, dem 17. Mai 1959, berief Papst Johannes XXIII. die Vor-Vorbereitungskommission für das Zweite Vatikanische Konzil und Kardinal Tardini zu ihrem Vorsitzenden. Damit betraute der Papst ihn mit einer Schlüsselposition für die Weichenstellungen zum bevorstehenden Konzil.
Domenico Tardini starb am 30. Juli 1961 in Rom und wurde in der Kirche des Karmeliterklosters von Vetralla bestattet. 1980 benannte sich die gegründete Vereinigung „Gemeinschaft Domenico Tardini“ nach ihm.

## Ehrungen
- 1940: Großkreuz des portugiesischen Christusordens
- 1953: Großkreuz des Verdienstordens der Italienischen Republik
- 1953: Großkreuz des Verdienstordens der Bundesrepublik Deutschland
- 1954: Großkreuz des Ordens Karls III.
- 1956: Nassauische Hausorden vom Goldenen Löwen[3]

## Werke (Auswahl)
- Pius XII. als Oberhirte, Priester und Mensch. (Pio XII.) Herder, Freiburg 1961.
- Diario di un cardinale (1936–1944). La Chiesa negli anni delle ideologie nazifascista e comunista. Herausgegeben von Sergio Padano. Cinisello Balsamo 2020.